# Huningerode
Koordinaten: 50° 54′ 51″ N, 9° 26′ 8″ O
Huningerode, historisch auch Hunigerode, ist eine Dorfwüstung in der Gemarkung von Schwarzenborn im nordhessischen Schwalm-Eder-Kreis.
Der Ort lag, so wird vermutet, auf etwa 530 m Höhe nordwestlich von Schwarzenborn. Er wurde um 1050 als „Hunengesrot“ erstmals urkundlich erwähnt und wahrscheinlich im Zuge der Stadtgründung von Schwarzenborn aufgegeben, als seine Einwohner in die neue Stadt zogen. Die Höhenlage ihres Dorfs ermöglichte keine einträgliche Landwirtschaft. Weitere historisch beurkundete Namensformen waren „Hunigerothe/Hvnigerothe“ (1231), als der Ort als predium (Landgut) bezeichnet wurde, „Huningerad“ (1283), „Hungerode“ (1463) und „Hunigerode“ (1926).
Zur Ortsgeschichte sind nur wenige Angaben überliefert:
- Im Jahre 1231 tauschte das Kloster Spieskappel mit dem Kloster Immichenhain sein predium in Bieben gegen ein anderes Gut genannt Huningerode, wobei Spieskappel gleichzeitig weitere Güter in Huningerode käuflich erwarb, u. a.von Rudolf von Friedigerode, Kunigunde von Schrecksbach, Heinrich Munt und Hermann Copo.[3]
- 1283 kaufte Graf Gottfried VI. von Ziegenhain diesen Bezitz vom Kloster Spieskappel.
- Noch im Jahre 1463 wurde der Zehnt zu Schwarzenborn als Zehnt zu Hungerode bezeichnet.